# Zero il folle in tour
Zero Il Folle In Tour è il nome della trentaduesima tournée di Renato Zero, in programma dal 1 novembre 2019 al 31 gennaio 2020, per un totale di 11 tappe e 28 spettacoli. È collegata al disco Zero il Folle.

## Date
| #  | Giorno           | Città   | Luogo                |
| -- | ---------------- | ------- | -------------------- |
| 1  | 1o novembre 2019 | Roma    | Palazzo Dello Sport  |
| 2  | 3 novembre 2019  | Roma    | Palazzo Dello Sport  |
| 3  | 4 novembre 2019  | Roma    | Palazzo Dello Sport  |
| 4  | 6 novembre 2019  | Roma    | Palazzo Dello Sport  |
| 5  | 8 novembre 2019  | Roma    | Palazzo Dello Sport  |
| 6  | 9 novembre 2019  | Roma    | Palazzo Dello Sport  |
| 7  | 14 novembre 2019 | Firenze | Nelson Mandela Forum |
| 8  | 15 novembre 2019 | Firenze | Nelson Mandela Forum |
| 9  | 18 novembre 2019 | Mantova | Grana Padano Arena   |
| 10 | 19 novembre 2019 | Mantova | Grana Padano Arena   |
| 11 | 23 novembre 2019 | Pesaro  | Vitrifrigo Arena     |
| 12 | 24 novembre 2019 | Pesaro  | Vitrifrigo Arena     |
| 13 | 7 dicembre 2019  | Livorno | Modigliani Forum     |
| 14 | 8 dicembre 2019  | Livorno | Modigliani Forum     |
| 15 | 14 dicembre 2019 | Torino  | Pala Alpitour        |
| 16 | 15 dicembre 2019 | Torino  | Pala Alpitour        |
| 17 | 21 dicembre 2019 | Bologna | Unipol Arena         |
| 18 | 22 dicembre 2019 | Bologna | Unipol Arena         |
| 19 | 11 gennaio 2020  | Milano  | Mediolanum Forum     |
| 20 | 12 gennaio 2020  | Milano  | Mediolanum Forum     |
| 21 | 14 gennaio 2020  | Milano  | Mediolanum Forum     |
| 22 | 18 gennaio 2020  | Eboli   | Palasele             |
| 23 | 19 gennaio 2020  | Eboli   | Palasele             |
| 24 | 23 gennaio 2020  | Bari    | PalaFlorio           |
| 25 | 25 gennaio 2020  | Bari    | PalaFlorio           |
| 26 | 26 gennaio 2020  | Bari    | PalaFlorio           |
| 27 | 30 gennaio 2020  | Roma    | Palazzo dello Sport  |
| 28 | 31 gennaio 2020  | Roma    | Palazzo dello Sport  |

## Scaletta

### Primo tempo
1. Overture
2. Il mercante di stelle
3. Medley:
  1. Per non essere così
  2. Niente trucco stasera
  3. Artisti
  4. L’equilibrista
4. Mai più da soli
5. Viaggia
6. Cercami
7. Emergenza noia
8. Sogni di latta
9. Che fretta c’è
10. Dimmi chi dorme accanto a me
11. Questi anni miei
12. La culla è vuota
13. Medley:
  1. Magari
  2. Ho dato
  3. Mentre aspetto che ritorni
  4. Ed io ti seguirò
  5. La tua idea
  6. Nei giardini che nessuno sa
14. Figli tuoi
15. Madame (cantata dal coro Wacciuwari)
16. Chi
17. Via dei Martiri

### Secondo tempo
1. Medley:
  1. Vivo
  2. Uomo, no!
  3. Non sparare!
  4. Il carrozzone
2. Ufficio reclami
3. Triangolo (cantata dal coro Wacciuwari)
4. Si sta facendo notte
5. Rivoluzione
6. Quanto ti amo
7. Tutti sospesi
8. Quattro passi nel blu
9. La vetrina
10. Amico assoluto
11. Marciapiedi (Interludio)
12. Casal de’ Pazzi
13. Zero il folle
14. Il cielo
15. I migliori anni della nostra vita

### Bis
1. Amico (15 novembre) - Cantata dal pubblico
2. Più su (11 e 12 gennaio)